# Faura
Faura é um município da Espanha na província de Valência, Comunidade Valenciana. Tem 1,6 km² de área e em 2021 tinha 3 563 habitantes (densidade: 2 226,9 hab./km²).

## Demografia
| Variação demográfica do município entre 1991 e 2004 | Variação demográfica do município entre 1991 e 2004 | Variação demográfica do município entre 1991 e 2004 | Variação demográfica do município entre 1991 e 2004 |
| --------------------------------------------------- | --------------------------------------------------- | --------------------------------------------------- | --------------------------------------------------- |
| 1991                                                | 1996                                                | 2001                                                | 2004                                                |
| 2816                                                | 2809                                                | 2804                                                | 2743                                                |